# Joy to the World
Joy to the World er en engelsk julesang (christmas carol).
Teksten er skrevet af den engelske salmedigter Isaac Watts. Teksten blev publiceret første gang i 1719 i Watts' samling The Psalms of David: Imitated in the language of the New Testament, and applied to the Christian State and Worship.
Lowell Mason satte musik til teksten i 1839. Masons musik bygger på en melodi, som tidligere blev tilskrevet Händel, da flere takter ligner musikken i Händels oratorium Messias (forspillet til Comfort Ye samt indledningen til korsatserne Lift up your heads og Glory to God), men Händel er dog ikke ophavsmand til "Joy to the World".

## Eksterne links
- Wikimedia Commons har flere filer relateret til Joy to the World